# کارلس پرز
کارلس پرز (انگلیسی: Carles Pérez؛ زادهٔ ۱۶ فوریهٔ ۱۹۹۸) بازیکن فوتبال اهل اسپانیا است که برای باشگاه فوتبال سلتاویگو در لالیگا بازی می‌کند.

## سابقه باشگاهی
از باشگاه‌هایی که در آن بازی کرده‌است می‌توان به باشگاه بارسلونا و باشگاه بارسلونا بی و رم اشاره کرد.

## سابقه ملی
وی همچنین در تیم ملی فوتبال زیر ۱۷ سال اسپانیا و زیر ۲۱ سال اسپانیا بازی کرده‌است.